# Alejandro Hoffman
Alejandro Sergio Hoffman (Buenos Aires, 26 de octubre de 1966) es un Gran Maestro Internacional de ajedrez argentino desde el año 1998. En 2000 recibió el Premio Konex - Diploma al Mérito como una de los 5 mejores ajedrecistas de la década en Argentina. Actualmente juega para Uruguay.

## Resultados destacados en competición
Fue subcampeón de Argentina en el año 1997.
Participó representando a Argentina en las Olimpíadas de ajedrez de 1990 en Novi Sad, de 1998 en Elistá y de 2000 Estambul.